# Observatoire Ernest Krenkel

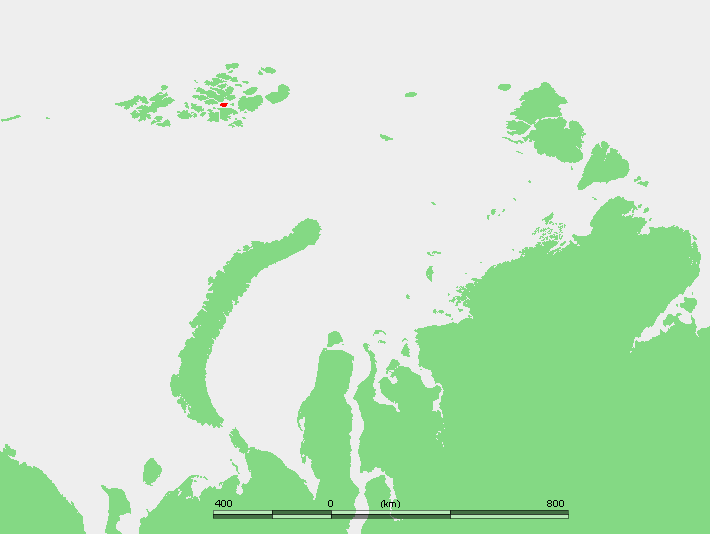
Localisation de l'île Hess

L'observatoire Ernest Krenkel (en russe : Обсерватория имени Эрнста Кренкеля), aussi connu sous le nom de Kheysa, est un ancien site de lancement de fusées soviétiques.

## Géographie
Il était situé sur l'île Heiss dans l'archipel François-Joseph.

## Histoire
Il tient son nom de l'explorateur Ernest Krenkel, membre de la station dérivante Severny Polious-1.
De 1956 à 1980 y ont été testées les fusées MR-12 (en).